# Port lotniczy Jose Celestino Mutis
Port lotniczy Jose Celestino Mutis (IATA: BSC, ICAO: SKBS) – port lotniczy położony w Bahía Solano, w departamencie Chocó, w Kolumbii.